# Perdida (película de 1950)
Perdida es una película musical mexicana de 1950 escrita y dirigida por Fernando A. Rivero y protagonizada por Ninón Sevilla y Agustín Lara. Esta cinta está basada en el bolero homónimo de Agustín Lara.

## Argumento
Rosario Gómez (Ninón Sevilla) es una muchacha del campo que vive enamorada desde la infancia de Antonio (Antonio Velázquez), lo que provoca que su padrastro (Guillermo Bravo Sosa) la aleje y envíe a la ciudad. Rosario cae en la prostitución. Uno de sus clientes más asiduos es Don Pascual (Domingo Soler), un viejo rico y mezquino. En una trifulca, Rosario va a dar a una comandancia de policía, de donde es rescatada por un prestigiado músico llamado Agustín (Agustín Lara). Agustín ve en ella la imagen de su difunta esposa Norma. Esto hace que el músico la rescate y la lleve a su casa con el propósito de convertirla en una mujer de bien. Rosario se convierte en bailarina profesional y obtiene mucho éxito y pretendientes. Ella se enamora de Armando (César del Campo), y planea casarse con él. Agustín comienza a celarla, pues se ha enamorado de ella, sin embargo Rosario decide alejarse de él, pues no puede corresponder a sus sentimientos. La ilusión de Rosario se rompe al descubrir que Armando es hijo de Don Pascual. Herida, decide refugiarse en su carrera artística. Rosario se reencuentra con Antonio, su gran amor de juventud, quién ahora es un prestigiado torero. Rosario y Antonio comienzan a relacionarse y ella se hace ilusiones y falsas esperanzas. Sin embargo, el destino se interpone entre ella y sus ilusiones con Antonio se rompen al descubrir que él está casado.
Desilusionada de nuevo, Rosario se tira a la perdición. Agustín encuentra a Rosario, devastada por el alcohol y la prostitución y decide rescatarla, aunque tal vez ya sea demasiado tarde.

## Reparto
- Ninón Sevilla ... Rosario Gómez / Norma
- Agustín Lara ... Agustín
- Domingo Soler ... Don Pascual
- César del Campo ... Armando
- Florencio Castelló ... Matías
- Maruja Grifell .... La Turca
- Guillermo Bravo Sosa .... Padrastro de Rosario
- Antonio Velázquez ... Antonio
- Miguel Manzano .... Sobrino de La Turca
- Jorge Mondragón .... Comandante
- Dámaso Pérez Prado .... Intervención musical
- Pedro Vargas .... Intervención musical

## Comentarios
El filme maneja muy bien el melodrama. Los diálogos de Agustín Lara añadían un toque más dramático a las secuencias. La imagen del poeta es muy dulce. Es la imagen del romántico con el rostro cubierto de penumbra. Los encuadres que comparten Ninon Sevilla y Agustín Lara son hermosos. Muestra toda una dualidad, un contraste en cuanto a cómo está compuesta la fotografía. Recuerda un tanto a aquella secuencia en Casablanca.